# Swenglish
Swenglish è un termine che può indicare:
- L'inglese parlato con un forte accento svedese
- L'inglese parlato o scritto con forti influenze svedesi nel lessico, nella grammatica o nella sintassi

## Inglese fortemente influenzato dallo Svedese

### Pronuncia
Lo Svedese è caratterizzato da una marcata prosodia degli accenti nelle parole e nelle 
frasi, che differiscono molto da quelli presenti nell'Inglese.
Quando la prosodia svedese viene utilizzata parlando Inglese, quest'ultimo risulta avere un suono più melodico. Questa è 
una delle cause principali dello Swenglish.
Ci sono parole, in entrambe le lingue, simili nel significato e nella pronuncia, ma che presentano diversa accentazione. 
Per esempio, i verbi svedesi in -era spesso sono prestiti linguistici dal Francese, dove i rispettivi verbi francesi 
terminano in -er accentato. La parola svedese mantiene il proprio accento allo stesso posto del prestito francese, 
mentre in Inglese questo non accade. Un madrelingua svedese potrebbe pronunciare in maniera errata il verbo generate 
come [dʒɛnəɹˈeɪt] seguendo la pronuncia dello svedese generera ([jɛnɛrˈeːra]).
In Svedese sono assenti molti fonemi. Questi sono talvolta sostituiti da fonemi svedesi simili, oppure da 
altri fonemi inglesi più facili da pronunciare. Lo Svedese standard non possiede dittonghi, ma molti più 
monottonghi dell'Inglese. Per esempio, un madrelingua svedese può pronunciare le parole inglesi "beer" e 
"bear" entrambe come [beːr].
Lo Svedese manca di alcuni fonemi consonantici, come [θ] (Fricativa dentale sorda), che viene tipicamente 
sostituita con [f] (Fricativa labiodentale sorda) o [t] (Occlusiva alveolare sorda), che porta 
la parola inglese "three" ad essere pronunciata come "free" or "tree". Altre consonanti mancanti sono [ð] 
(Fricativa dentale sonora, mutata solitamente in [d̪]), [z] (Fricativa alveolare sonora, mutata 
in [s]) e [dʒ] (Affricata postalveolare sonora, mutata in [tʃ], [tʂ], o [j]).

### Vocabolario e grammatica
Come tutti i non-madrelingua, anche i madrelingua svedesi possono utilizzare parole sbagliate quando parlano Inglese. 
Sebbene Svedese ed Inglese condividano molte parole, fenomeno dovuto alle loro comuni origini germaniche e alle 
influenze francesi e latine posteriori, vi sono parecchi falsi amici, come nacke 
che significa "nuca" (simile all'inglese "neck", ma che significa "collo"), e eventuellt che significa 
"facoltativamente, opzionalmente" (simile all'inglese "eventually" - "alla fine, infine"). Alcuni prestiti assumono un significato più specifico nel passaggio allo Svedese, come per esempio keyboard che 
sta ad indicare solo la tastiera elettronica o il sintetizzatore.
Molte espressioni svedesi si possono tradurre direttamente in Inglese, ma molte altre no, anche se il senso finale può 
essere capito. Per esempio, lo svedese ta med (it. "portare") si traduce con "bring", ma viene spesso tradotto in 
Swenglish con il letterale "take with". Nel giugno 2010, il presidente di BP lo svedese Carl-Henric 
Svanberg scatenò una serie di polemiche dopo il Disastro ambientale della piattaforma petrolifera Deepwater Horizon 
quando, riferendosi alla "gente comune", usò la traduzione letterale dello svedese den lilla människan, cioè "the 
small people" (it. "la piccola gente, il popolino, la plebe").

### Svengelska
Il termine svedese svengelska non si riferisce allo Swenglish, ma allo Svedese scritto e parlato farcito di parole e 
frasi inglesi.